# Кашиши
Кашиши (на португалски: caxixi) е музикален перкусионен инструмент от групата на идиофонните инструменти. Инструментът има африкански произход, но добива популярност в бразилската музика. Често, особено при изпълнения на капоейра, може да се чуят звуците на кашиши и беримбау.
Кашиши представлява комплект от две малки кошнички с триъгълна форма, пълни със семена или зърна, които издават тракащ звук при разклащане.
Вариант на кашиши е инструментът ганза. Той изглежда като цилиндър, наплетен подобно на кошница и пълен със семена.